# Ron English
Pour les articles homonymes, voir English.
Ron English est un artiste américain né en 1959 à Chicago, adepte de l'art urbain et utilisateur du Culture jamming.
À l'aide d'affiches détournées et de tableaux à la technique élaborée, Ron English joue avec l'iconographie des multinationales, de la culture populaire ou de l'histoire de l'art comme Joe Camel, le McDonalds, Vincent van Gogh ou la souris Mickey Mouse en les mettant en scène de sorte qu'elle soit employée contre les valeurs qu'elle est censée représenter. En 2008, il crée et diffuse l'affiche Abraham Obama, qui mêle les visages de l'ancien président Abraham Lincoln et celui du candidat démocrate Barack Obama. Il a dessiné en 2014 la pochette de l'album World on Fire du guitariste Slash.
Ron English est le sujet du film documentaire Popaganda de Pedro Carvajal, qui brosse le portrait de cet artiste.